# هواانگشت
هواانگشت (نام علمی: Aerodactylus) نام یک سرده از زیرراسته بال‌انگشتی‌سانان است.